# Diccionarios Le Robert
Diccionarios Le Robert es el nombre de una casa editorial francesa creada en 1951 por Paul Robert y especializada en la publicación de diccionarios de lengua francesa. En 1967, luego de la salida de la primera edición del Petit Robert el semanario francés Le Nouvel Observateur (El Nuevo Observador), escribe: «¡Por fin un diccionario de izquierda!».
La edición 2007, celebrando el 40° aniversario del diccionario, aparece una versión fusionada de la obra que comprende 60 000 entradas y 300 000 sentidos.

## Sede Social
- en 1967: en 107, av. Parmentier - Paris 11e,
- en 2007: 25, avenue Pierre-de-Coubertin, Paris 13e.

## Versiones informáticas
Le Grand Robert, Le Petit Robert y Le Grand Robert & Collins (Diccionario bilingüe francés-inglés) son los principales títulos disponibles en versiones numéricas. Antiguamente se comercializaban en CD-ROM ahora están disponibles para descargar en PC y Mac o bien con el pago de un abono en internet, para el gran público y profesionales (empresas, instituciones, colectividades...) Le Petit Robert existe también en aplicación móvil en iOS para iPhone/iPad, así como el diccionario Le Robert Illustré (El Roberto ilustrado)llamado Le Robert mobile (El Roberto móvil). Los diccionarios escolares (Le Robert Collège y Le Robert Junior) están igualmente propuestos en educación, mediante un abono.
Desde 2014, Le Robert comericializa un corrector ortográfico para PC y Mac llamado Le Robert Correcteur (El Roberto Corrector) desarrollado en conjunto con la sociedad Diagonal.

### Le Petit Robert
- 300 000 palabras, 300 000 sentidos, conjugaciones, etimología, fonética, expresiones y citas, sinónimos, analogías y antónimos.

- 1220 noticias biográficas de autores de citas.

- 16 000 palabras difíciles pronunciadas.

- 15  000 palabras compuestas.

### Dictionnaire historique de la langue française
- más de 50 000 palabras y su historia.[1]

### Le Grand Robert
- 500 000 palabras, 350 000 sentidos.

- 25 000 expresiones, locuciones y proverbios.
- Un millón de enlaces de hipertexto.

- 325 000 citas y 2000 noticias biográficos de los autores citados.

### Le Grand Robert & Collins
- 425 000 palabras y expresiones, más de un millón de traducciones, 45 000 palabras compuestas

- 100 000 palabras pronunciadas: 85 000 en inglés y 15 000 en francés.

- Diccionario de sinónimos en cada lengua.

### Le Robert Junior
- Contenido adaptado al conjunto de cursos de enseñanza primaria, hasta los 12 años

- 20 000 palabras, 40 000 sentidos

- 28 000 ejemplos de modo de uso

- 450 registros de nombres propios

- 10 000 palabras ilustradas

- 7000 palabras difíciles pronunciadas

- 600 sonidos y efectos de sonido, informativos y divertidos

- Las conjugaciones: Todos los modos y tiempos.

### Dictionnaire universel de la peinture
- Editado en 1975 bajo la dirección de Robert Maillard

- 6 volúmenes de aproximadamente 500 páginas cada uno.

## Títulos de Diccionarios Le Robert

### Petit Robert
- Dictionnaire Le Petit Robert (Diccionario Le Petit Robert)
- Dictionnaire Le Petit Robert 2 (Diccionario Le Petit Robert 2)

### Diccionarios bilingües
- Le Robert et Collins Senior (El Robert y Collins Senior).Diccionario francés-inglés e inglés-francés.
- Le Robert et Collins Compact (El Robert y Collins Compacto). Diccionario francés-inglés e inglés-francés.
- Le Robert et Collins Cadet. Diccionario francés-inglés e inglés-francés.
- Le Robert et Collins du Management. Diccionario comercial, financiero, económico y jurídico.
- Le Robert et Signorelli. Diccionario francés-italiano e italiano-francés.
- Le Robert et Van Dale. Diccionario francés-holandés y holandés-francés.
- Grand Dictionnaire Français-Japonais Shogakukan-Le Robert (Gran Diccionario francés - japonés Shogakukan-Le Robert). Diccionario francés-japonés.

### Diccionarios pedagógicos
- Le Robert Méthodique. Diccionario metódico del francés actual.
- Le Robert Micro Diccionario de aprendizaje de la lengua francesa.
- Le Robert d'Aujourd'hui. Lengua francesa, nombres propios, cronología y mapas.
- Le Robert des Jeunes. Diccionario de la lengua francesa, para la escuela.
- Le Robert Junior. Diccionario para los niños de 8 a 12 años.
- Le Robert Oral-Écrit. Diccionario de ortografía y homónimos, basado en lo oral.

### Colección Les Usuels (Los Usuales)
- Dictionnaire des synonymes et contraires (Diccionario de sinónimos y contrarios)
- Dictionnaire des difficultés du français (Diccionario de las Dificultades del Francés)
- Dictionnaire Étymologique du Français (Diccionario Etimológico del Francés)
- Dictionnaire Historique de la Langue Française (Diccionario histórico de la lengua francesa)
- Dictionnaire des Expressions et Locutions (Diccionario de expresiones y Locuciones)
- Dictionnaire de Proverbes et Dictons (Diccionario de Proverbios y Dichos)
- Dictionnaire de Citations Françaises (Diccionario de Citas Francesas)
- Dictionnaire de Citations du Monde Entier (Diccionario de Citas del Mundo Entero)
- Dictionnaire de Noms de Lieux (Diccionario de Nombres de Lugares)
- Dictionnaire de Grandes Œuvres de la Littérature Française (Diccionario de Grandes Obras de la Literatura Francesa)
- Dictionnaire d'Ortographe et d'Expression Écrite (Diccionario de Ortografía y de Expresión Escrita)

### Diccionarios fuera de la colección
- Le Robert des Sports. Diccionario de la lengua de los deportes.